# 桐木
桐木，指由油桐、梧桐或泡桐製成的木材，材質輕而堅韌，不易磨損，氣干密度0.23－0.40克/立方釐米。常用於樂器、木屐等用品之製作。耐腐爛、酸碱，故亦常用於棺材之製作。

## 特性
經過乾燥的桐木，不易吸收水分和潮氣，具有高度的保存性。導熱係數相較於其它木材來的小，燃点可達425度。桐木不論天氣變化，均可穩定音色，有“琴桐”之稱。因此特性，而常用於中國彈撥樂器製作，如古箏、揚琴、琵琶、柳琴、中阮等，都以桐為板面。